# アドマイヤベル
アドマイヤベル（欧字名:Admire Belle、2021年3月1日 - ）は、日本の競走馬。主な勝ち鞍に2024年のフローラステークス。
馬名の由来は、冠名＋母名の一部、美しい（仏）。

## 経歴

### デビュー前
2021年3月1日、北海道安平町のノーザンファームで誕生。2022年のセレクトセール1歳市場にて3200万円（税別）で近藤旬子により落札された。その後、美浦・加藤征弘厩舎に入厩した。

### 2歳（2023年）
8月20日新潟芝1800mの2歳新馬戦に菱田裕二を背に1番人気で出走。スタートで後手を踏んで後方からレースを進め、直線でメンバー上がり最速33秒8の末脚で大外から追い込むと先に抜け出したベストミーエヴァーをハナ差で差し切りデビュー戦を飾る。11月5日の百日草特別では浜中俊とのコンビで挑み、レースでは中団追走から直線でしぶとく脚を伸ばしたが、後方から追い込んできたアーバンシックに交わされ、また逃げ粘るマーゴットソラーレを捕え切れず3着となる。

### 3歳（2024年）
2月17日のフリージア賞で始動。好位中団からレースを進め、直線で懸命に追い上げてきたが逃げ粘るマーシャルポイントにクビ差及ばず2着に惜敗する。4月21日のフローラステークスでは道中中団追走から直線でしぶとく脚を伸ばすと残り100m付近で先頭に立ち、後続に1馬身差をつけて快勝し重賞初制覇を飾るとともに、オークスへの優先出走権を獲得した。迎えた5月19日のオークスでは中団でレースを進めるも直線で伸び切れず9着に終わる。夏の休養を挟み、ぶっつけで10月13日の秋華賞に出走し、好位集団で脚を溜めたが直線では全く伸びず12着と大敗を喫する。その後、初のマイル戦となったターコイズステークスでは5着と掲示板を確保し、復調の兆しを見せた。

### 4歳（2025年）
3月8日の中山牝馬ステークスから始動予定であったが脚部不安を発症したため、2月19日に出走を回避。その後、回復に時間がかかることから陣営は引退を決断し、繁殖入りすることになった。そして、3月7日付でJRAとしての競走馬登録を抹消され、北海道安平町のノーザンファームで繁殖牝馬となる。

## 競走成績
以下の内容は、JBISサーチおよびnetkeiba.comに基づく。
| 競走日     | 競馬場 | 競走名       | 格   | 距離（馬場）  | 頭 数 | 枠 番 | 馬 番 | オッズ （人気） | 着順 | タイム （上り3F） | 着差 | 騎手      | 斤量 [kg] | 1着馬（2着馬）         | 馬体重 [kg] |
| ---------- | ------ | ------------ | ---- | ------------- | ----- | ----- | ----- | --------------- | ---- | ----------------- | ---- | --------- | --------- | ---------------------- | ----------- |
| 2023.08.20 | 新潟   | 2歳新馬      |      | 芝1800m（良） | 16    | 4     | 7     | 002.60（1人）   | 01着 | R1:49.9（33.8）   | -0.0 | 0菱田裕二 | 55        | （ベストミーエヴァー） | 478         |
| 0000.11.05 | 東京   | 百日草特別   | 1勝  | 芝2000m（良） | 9     | 5     | 5     | 003.50（2人）   | 03着 | R1:59.8（33.8）   | -0.4 | 0浜中俊   | 55        | アーバンシック         | 486         |
| 2024.02.17 | 東京   | フリージア賞 | 1勝  | 芝2000m（良） | 10    | 6     | 6     | 005.90（3人）   | 02着 | R2:00.3（33.9）   | -0.0 | 0三浦皇成 | 55        | マーシャルポイント     | 484         |
| 0000.04.21 | 東京   | フローラS    | GII  | 芝2000m（良） | 14    | 5     | 8     | 004.00（2人）   | 01着 | R1:59.0（34.2）   | -0.1 | 0横山武史 | 55        | （ラヴァンダ）         | 484         |
| 0000.05.19 | 東京   | 優駿牝馬     | GI   | 芝2400m（良） | 18    | 5     | 10    | 021.10（8人）   | 09着 | R2:25.0（35.1）   | -1.0 | 0横山武史 | 55        | チェルヴィニア         | 484         |
| 0000.10.13 | 京都   | 秋華賞       | GI   | 芝2000m（良） | 15    | 5     | 9     | 051.5（11人）   | 12着 | R1:58.5（35.7）   | -1.4 | 0横山武史 | 55        | チェルヴィニア         | 496         |
| 0000.12.14 | 中山   | ターコイズS  | GIII | 芝1600m（良） | 16    | 1     | 2     | 018.20（8人）   | 05着 | R1:33.4（34.4）   | -0.2 | 0横山武史 | 54        | アルジーヌ             | 496         |

## 血統表
| アドマイヤベルの血統                         | アドマイヤベルの血統         | アドマイヤベルの血統  | （血統表の出典）     | （血統表の出典） |
| 父系                                         | サンデーサイレンス系         | サンデーサイレンス系  | サンデーサイレンス系 |                  |
| 父 スワーヴリチャード 2014 栗毛              | 父の父ハーツクライ 2001 鹿毛 | *サンデーサイレンス   | Halo                 | Halo             |
| 父 スワーヴリチャード 2014 栗毛              | 父の父ハーツクライ 2001 鹿毛 | *サンデーサイレンス   | Wishing Well         |                  |
| 父 スワーヴリチャード 2014 栗毛              | 父の父ハーツクライ 2001 鹿毛 | アイリッシュダンス    | *トニービン          | *トニービン      |
| 父 スワーヴリチャード 2014 栗毛              | 父の父ハーツクライ 2001 鹿毛 | アイリッシュダンス    | *ビューパーダンス    |                  |
| 父 スワーヴリチャード 2014 栗毛              | 父の母*ピラミマ 2005 黒鹿毛  | Unbridled's Song      | Unbridled            | Unbridled        |
| 父 スワーヴリチャード 2014 栗毛              | 父の母*ピラミマ 2005 黒鹿毛  | Unbridled's Song      | Trolley Song         |                  |
| 父 スワーヴリチャード 2014 栗毛              | 父の母*ピラミマ 2005 黒鹿毛  | *キャリアコレクション | General Meeting      | General Meeting  |
| 父 スワーヴリチャード 2014 栗毛              | 父の母*ピラミマ 2005 黒鹿毛  | *キャリアコレクション | River of Stars       |                  |
| 母 *ベルアリュール II Belle Allure 2005 鹿毛 | 母の父Numerous 1991          | Mr. Prospector        | Raise a Native       | Raise a Native   |
| 母 *ベルアリュール II Belle Allure 2005 鹿毛 | 母の父Numerous 1991          | Mr. Prospector        | Gold Digger          |                  |
| 母 *ベルアリュール II Belle Allure 2005 鹿毛 | 母の父Numerous 1991          | Number                | Nijinsky             | Nijinsky         |
| 母 *ベルアリュール II Belle Allure 2005 鹿毛 | 母の父Numerous 1991          | Number                | Special              |                  |
| 母 *ベルアリュール II Belle Allure 2005 鹿毛 | 母の母Mare Aux Fees 1988     | Kenmare               | Kalamoun             | Kalamoun         |
| 母 *ベルアリュール II Belle Allure 2005 鹿毛 | 母の母Mare Aux Fees 1988     | Kenmare               | Belle of Ireland     |                  |
| 母 *ベルアリュール II Belle Allure 2005 鹿毛 | 母の母Mare Aux Fees 1988     | Feerie Boreale        | Irish River          | Irish River      |
| 母 *ベルアリュール II Belle Allure 2005 鹿毛 | 母の母Mare Aux Fees 1988     | Feerie Boreale        | Skelda               |                  |
| 母系(F-No.)                                  | (FN:F22-a)                   | (FN:F22-a)            | (FN:F22-a)           |                  |

- 半姉アドマイヤリード（父ステイゴールド）は2017年ヴィクトリアマイル勝ち馬。